# Lethrus crypticus
Lethrus crypticus är en skalbaggsart som beskrevs av Kral och Olexa 1996. Lethrus crypticus ingår i släktet Lethrus och familjen tordyvlar. Inga underarter finns listade i Catalogue of Life.